# هیمالیا ایرلاینز
هیمالیا ایرلاینز (به انگلیسی: Himalaya Airlines) یک شرکت هواپیمایی با کد یاتا H9 است که در ۲۰۱۴ میلادی تأسیس شده‌است. دفتر مرکزی هیمالیا ایرلاینز در کاتماندو، نپال واقع شده‌است و قطب این شرکت هواپیمایی در فرودگاه بین‌المللی تریبهوان قرار دارد.